# Никитилово
Никити́лово  (фин. Nikittala) — деревня в Куйвозовском сельском поселении Всеволожского района Ленинградской области.

## История
Первое картографическое упоминание — деревня Nitola на шведской карте, отражающей состояние 1630-х годов. Позже Миготолово на семитопографической карте окружности Санкт-Петербурга 1810 года издания.
Позже встречается Микиталова близ озера Миткулова на карте Санкт-Петербургской губернии Ф. Ф. Шуберта в 1834 году.

НИКИТОЛОВО — деревня владельческая при озере Никитолове, 8 дворов, 32 м. п., 32 ж. п. (1862 год)

В 1863 году временнообязанные крестьяне деревни Никитолово выкупили свои земельные наделы у Н. М. Лансдорф и стали собственниками земли.

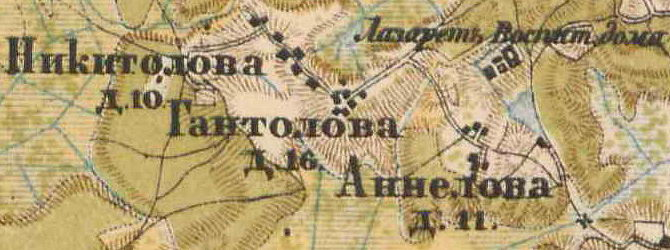
План деревни Никитилово. 1885 год

В 1885 году деревня насчитывала 10 дворов.

НИКИТОЛОВО — деревня Гарболовского сельского общества при просёлочной дороге, при колодце 18 дворов, 46 м. п., 59 ж. п., всего 105 чел. (1896 год)

В 1908 году в деревне проживали 87 человек из них 12 детей школьного возраста (от 8 до 11 лет).
В конце XIX — начале XX века деревня административно относилась к Куйвозовской волости 4-го стана Санкт-Петербургского уезда Санкт-Петербургской губернии. Население деревни было смешанным — ижорско-русским.

НИКИТОЛОВО — селение Гарболовского сельского общества Куйвозовской волости, число домохозяев — 14, наличных душ: 42 м. п., 43 ж. п.; Количество надельной земли — 139/1946, в том числе лесного надела — 17 (в десятинах/саженях). (1905 год)

Согласно переписи населения СССР 1926 года:

НИКИТОЛОВО — деревня в Гарболовском сельсовете Ленинградского уезда, 30 хозяйств, 147 душ.
 
Из них: русских — 27 хозяйств, 131 душа (67 м. п. и 64 ж. п.); ингерманландцев — 3 хозяйства, 16 душ (9 м. п. и 7 ж. п.) (1926 год)

В 1928 году население деревни также составляло 147 человек.
По административным данным 1933 года деревня Никитолово относилась к Гарболовскому сельсовету Куйвозовского финского национального района.
Согласно переписи населения СССР 1939 года:

НИКИТОЛОВО — деревня Гарболовского сельсовета Парголовского района, 249 чел. (1939 год)

Деревня Никитилово на карте 1939 года

В 1954 году население деревни составляло 20 человек.
По данным 1966, 1973 и 1990 годов деревня называлась Никитилово и входила в состав Куйвозовского сельсовета.
В 1997 году в деревне проживали 4 человека, в 2002 году — 1 человек (русский), в 2007 году — также 1.

## География
Деревня расположена в северной части района на автодороге 41К-322 (Гарболово — Заводской), к югу от деревни Гарболово.
Расстояние до административного центра поселения — 4 км.
Расстояние до ближайшей железнодорожной станции Грузино — 5 км.

## Демография
| 2007 | 2010 | 2017 |
| ---- | ---- | ---- |
| 1    | ↘0   | ↗1   |

### Национальный состав
Согласно данным Всероссийской переписи населения 2021 года в деревне проживал 61 человек, из них:
 русские — 56, азербайджанцы — 3, армяне — 2 человека.

## Улицы
Берёзовая, Зеркальная, Молодёжная.